# 亚美尼亚黑莓

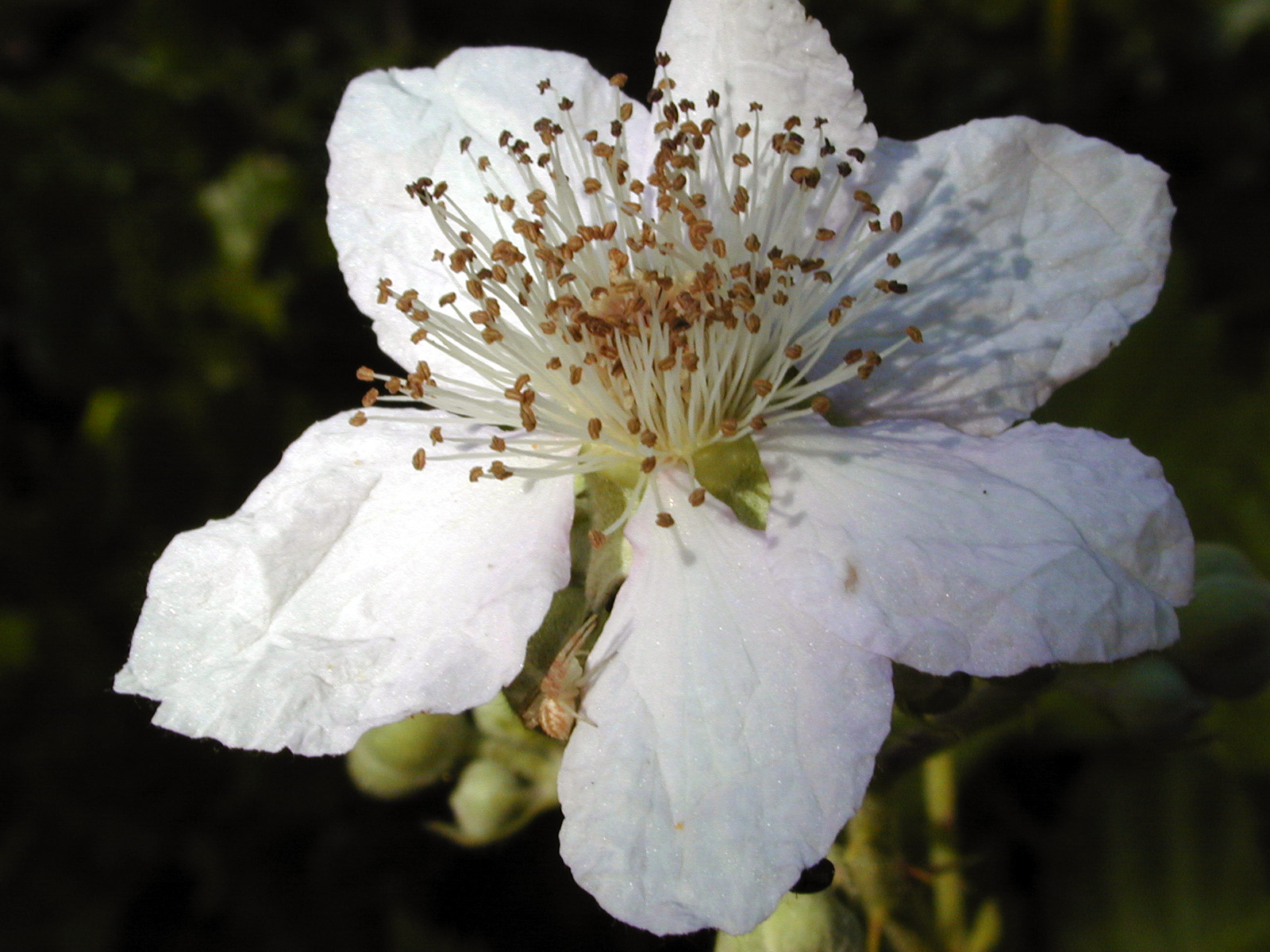
亚美尼亚黑莓的花朵，摄于美国加利福尼亚州湾区。注意底部花瓣上有一只蜘蛛。

亚美尼亚黑莓，又名喜马拉雅黑莓（英語：Himalayan blackberry），是黑莓类悬钩子属的一种。它原产于亚美尼亚和伊朗北部，并广泛归化到世界各地。它的学名和原产地向来十分混乱，许多文献将其称为或，并经常将其原产地误作西欧。2014年出版的《北美植物志》认为其学名尚未确定，并暂以其早期的名称指代。
在一些地区，人们为了获取其浆果而栽培亚美尼亚黑莓。但在许多地区，它被认为是有害杂草和入侵物种。

## 描述
亚美尼亚黑莓为多年生植物，具有来自多年生根系的二年生茎（“藤蔓”）。在第一年，一条新茎会蓬勃成长至4-10米长，并沿地面匍匐或拱起达4米。茎粗壮呈绿色，基部直径可达2-3厘米。茎的横截面为多边形（常为六边形），沿棱线长有可达1.5厘米的可怕尖刺。在明亮的阳光下暴晒的藤茎会转为红/紫色，此多见于夏季。第一年枝条上的叶片长至7-20厘米，为掌状复叶，有三片或更常见的五片复叶。复叶上略有锯齿。第一年的枝条不开花。在第二年，茎不会继续变长，而是长出几个侧枝，侧枝上会长出小叶，带有三片复叶（少数情况下为单片复叶）。复叶为椭圆形的，上侧呈深绿色，下侧呈浅至白色，边缘有齿，下侧沿中脉有钩状刺。在春末夏初，在第二年侧枝顶端上会产生3-20 个复总状花序，每朵花直径2-2.5厘米，有五片白色或淡粉色的花瓣。花是双性的（完全花），包含雄性和雌性的生殖结构。 
按照植物学术语的定义，亚美尼亚黑莓的果实其实不是浆果，而是由众多小核果组成的聚合果，直径1.2-2厘米，成熟时为黑色或深紫色。第一年和第二年的枝条上有着短、粗、弯曲、锋利的刺。成熟的植物会形成一团密集的拱形茎，当枝条触及地表时，新根会从节尖萌出。

## 栽培

### 浆果作物

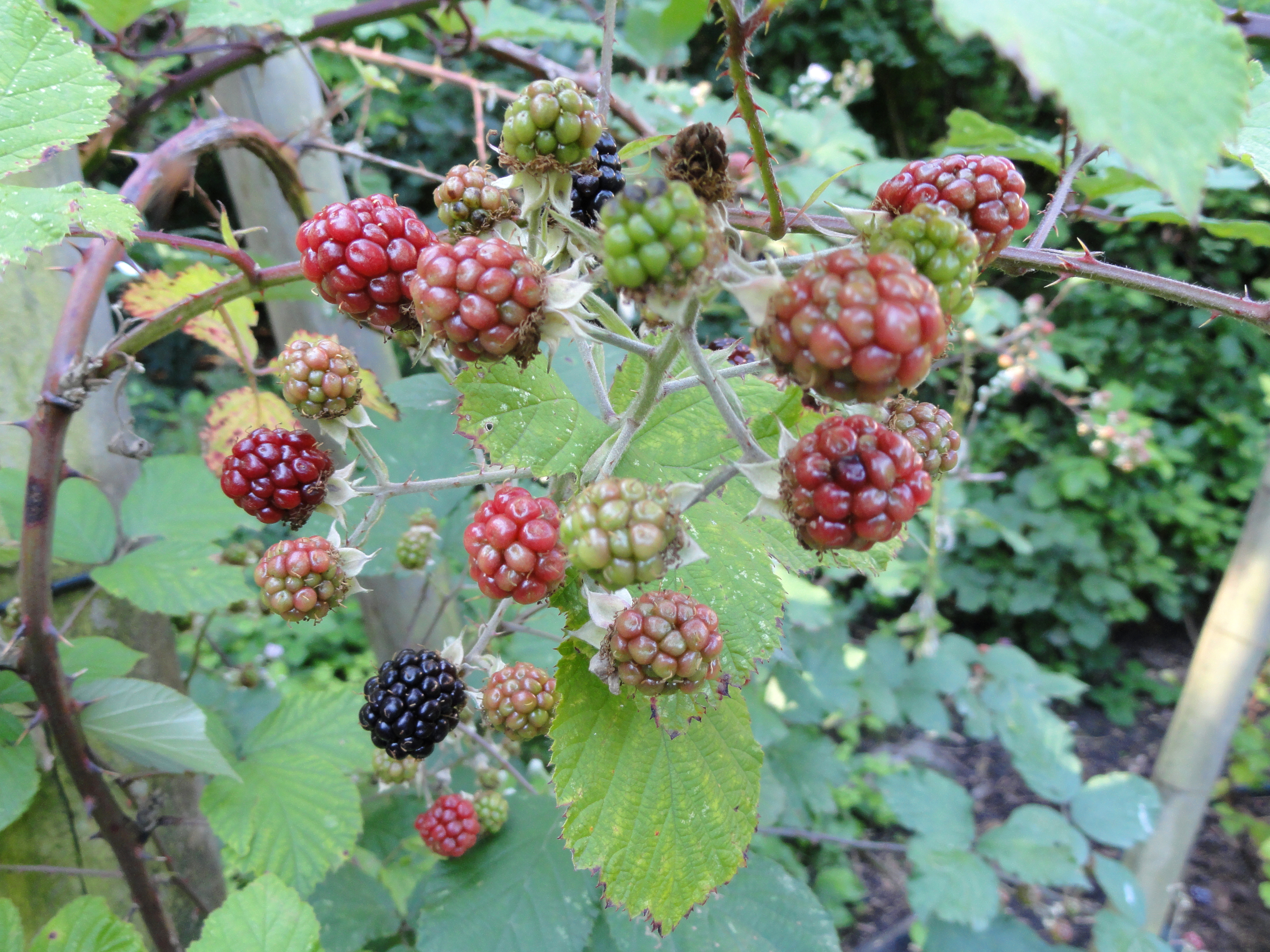
浆果示例，图中有未成熟（绿色然后是红色）和一个成熟的浆果。

该物种于1835年引入欧洲，于1885年引入澳大利亚和北美。它的果实类似于普通黑莓（ ），但更大、更甜，这一价值令其成为了家庭和商业水果生产中更具吸引力的物种。未成熟的果实更小、呈红色、较硬，且味道更酸。“喜马拉雅巨人”和“西奥多·雷默斯”是极为常见的栽培品种。  亚美尼亚黑莓还是黑莓栽培品种Marionberry的亲本之一。

### 遮盖
在生长数年后，如果不加控制，亚美尼亚黑莓可以长出一大簇的藤蔓。其灌木丛通常可以为鸟类提供良好的筑巢场所，并可以为其他稍大的哺乳动物（如兔子、松鼠、海狸等）提供休息和藏身之所。

### 入侵物种
亚美尼亚黑莓很快地从栽培中逃逸，成为了温带世界大部分地区的入侵物种。由于难以遏制其生长，它的蔓延会迅速失控；而鸟类和其他动物还会吃掉其果实并传播种子。它在美国太平洋西北部的喀斯喀特山脉以西地区的逸生最为成功。它在河岸边极易生长，这得益于河岸边上的其他物种丰富，令其在成长壮大前相对不引人注意。与其他入侵物种不同，该植物很容易在没有受到干扰的生态系统中逸生并传播。 砍除藤蔓，或焚烧亚美尼亚黑莓的灌木丛是无效的清除策略。清除的最佳做法包括挖掘根茎及与其相连的地下结构，以及使用除草剂。断根会重新发芽生长，使人工清除变得特别费力，草甘膦除草剂对这种植物基本无效。在较小规模的入侵中，清除这种植物最省力和最具成本效益的方法是尽可能靠近地面切除，并在切割处滴一两滴基于三氯吡氧乙酸（绿草定）的除草剂。